# Championnat de Formule 2 2009
Navigation
1984 2010
Le Championnat FIA de Formule 2 2009 est un championnat sous licence FIA qui s'est disputé du 29 mai au 1er novembre 2009. Il s'agissait du premier championnat international de Formule 2 depuis la disparition du championnat d'Europe en 1984 et son remplacement par la Formule 3000.
Remporté par l'Espagnol Andy Soucek, ce championnat fut endeuillé par la mort du jeune pilote britannique Henry Surtees à Brands Hatch. Henry, fils de John Surtees, fut heurté à la tête en pleine ligne droite par une roue arrachée provenant de la monoplace de Jack Clarke. Il décéda des suites de ses blessures quelques heures après l'accident.

## Engagés
| #  | Pilote                  | Courses |
| -- | ----------------------- | ------- |
| 2  | Sebastian Hohenthal     | Toutes  |
| 3  | Jolyon Palmer           | Toutes  |
| 4  | Julien Jousse           | Toutes  |
| 5  | Alex Brundle            | Toutes  |
| 6  | Armaan Ebrahim          | Toutes  |
| 7  | Henry Surtees †         | 1-4     |
| 8  | Tobias Hegewald         | Toutes  |
| 9  | Pietro Gandolfi         | Toutes  |
| 10 | Nicola De Marco         | Toutes  |
| 11 | Jack Clarke             | Toutes  |
| 12 | Robert Wickens          | Toutes  |
| 14 | Mirko Bortolotti        | Toutes  |
| 15 | Mikhail Aleshin         | Toutes  |
| 16 | Edoardo Piscopo         | 1-7     |
| 17 | Carlos Iaconelli        | 1-7     |
| 18 | Natacha Gachnang        | Toutes  |
| 20 | Jens Höing              | Toutes  |
| 21 | Kazimieras Vasiliauskas | Toutes  |
| 22 | Andy Soucek             | Toutes  |
| 23 | Henri Karjalainen       | Toutes  |
| 24 | Tom Gladdis             | Toutes  |
| 25 | Miloš Pavlović          | Toutes  |
| 27 | Germán Sánchez          | Toutes  |
| 31 | Jason Moore             | Toutes  |
| 33 | Philipp Eng             | Toutes  |
| 38 | Tristan Vautier         | 8       |
| 44 | Ollie Hancock           | 6-8     |

## Caractéristiques techniques
- Châssis : conçu par Williams F1 Team
- Moteur : Audi turbo 1,8 litre d'environ 400 ch
- Boite de vitesses : système de changement semi-automatique séquentiel Hewland TMT
- Pneumatiques : Avon 250/570-13 / 300/600-13

## Courses de la saison 2009

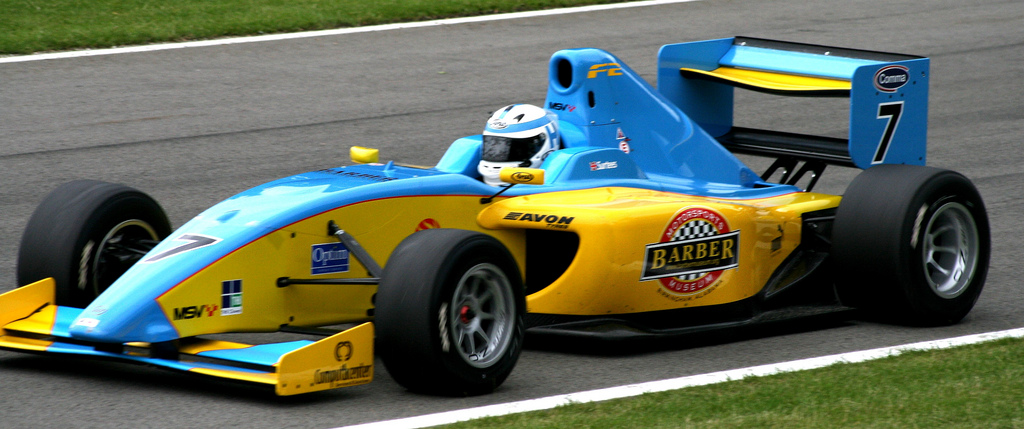
Henry Surtees lors de la course à Brands Hatch.

Le week-end de course commence le samedi avec deux fois 30 minutes d'essais libres puis deux fois 30 minutes pour la séance de qualifications. Il y a deux courses par weekend de 40 minutes ou 110 km chacune. Un arrêt au stand pendant lequel le pilote doit obligatoirement s'arrêter 10 secondes, est prévu pendant l'une des deux courses.
| Course            | Date                      | Vainqueur | Vainqueur               | Pole position           | Pole position |
| ----------------- | ------------------------- | --------- | ----------------------- | ----------------------- | ------------- |
| Valencia          | 29-31 mai                 | 1         | Robert Wickens          | Robert Wickens          |               |
| Valencia          | 29-31 mai                 | 2         | Robert Wickens          | Robert Wickens          |               |
| Brno              | 19-21 juin                | 1         | Nicola De Marco         | Andy Soucek             |               |
| Brno              | 19-21 juin                | 2         | Mirko Bortolotti        | Henry Surtees           |               |
| Spa-Francorchamps | 26-29 juin                | 1         | Tobias Hegewald         | Tobias Hegewald         |               |
| Spa-Francorchamps | 26-29 juin                | 2         | Tobias Hegewald         | Tobias Hegewald         |               |
| Brands Hatch      | 17-19 juillet             | 1         | Philipp Eng             | Philipp Eng             |               |
| Brands Hatch      | 17-19 juillet             | 2         | Andy Soucek             | Andy Soucek             |               |
| Donington Park    | 15-16 août                | 1         | Tobias Hegewald         | Andy Soucek             |               |
| Donington Park    | 15-16 août                | 2         | Julien Jousse           | Julien Jousse           |               |
| Oschersleben      | 4-6 septembre             | 1         | Andy Soucek             | Andy Soucek             |               |
| Oschersleben      | 4-6 septembre             | 2         | Mikhail Aleshin         | Mikhail Aleshin         |               |
| Imola             | 18-20 septembre           | 1         | Kazimieras Vasiliauskas | Kazimieras Vasiliauskas |               |
| Imola             | 18-20 septembre           | 2         | Robert Wickens          | Andy Soucek             |               |
| Barcelone         | 30 octobre - 1er novembre | 1         | Andy Soucek             | Robert Wickens          |               |
| Barcelone         | 30 octobre - 1er novembre | 2         | Andy Soucek             | Robert Wickens          |               |

## Classement
| Classement | Pilote                  | Pays        | Nombre de points |
| ---------- | ----------------------- | ----------- | ---------------- |
| 1er        | Andy Soucek             | Espagne     | 115              |
| 2e         | Robert Wickens          | Canada      | 64               |
| 3e         | Mikhaïl Alechine        | Russie      | 59               |
| 4e         | Mirko Bortolotti        | Italie      | 50               |
| 5e         | Julien Jousse           | France      | 49               |
| 6e         | Tobias Hegewald         | Allemagne   | 46               |
| 7er        | Kazimieras Vasiliauskas | Lituanie    | 45               |
| 8e         | Philipp Eng             | Autriche    | 39               |
| 9e         | Miloš Pavlović          | Serbie      | 29               |
| 10e        | Nicola de Marco         | Italie      | 25               |
| 11e        | Carlos Iaconelli        | Brésil      | 21               |
| 12e        | Edoardo Piscopo         | Italie      | 19               |
| 13e        | Tristan Vautier         | France      | 9                |
| 14e        | Henry Surtees †         | Royaume-Uni | 8                |
| 15e        | Henri Karjalainen       | Finlande    | 7                |
| 16e        | Sebastian Hohenthal     | Suède       | 7                |
| 17e        | Armaan Ebrahim          | Inde        | 7                |
| 18e        | Jack Clarke             | Royaume-Uni | 6                |
| 19er       | Alex Brundle            | Royaume-Uni | 5                |
| 20e        | Tom Gladdis             | Royaume-Uni | 4                |
| 21e        | Jolyon Palmer           | Royaume-Uni | 3                |
| 22e        | Jason Moore             | Royaume-Uni | 3                |
| 23e        | Natacha Gachnang        | Suisse      | 2                |
| 24e        | Germán Sánchez          | Espagne     | 2                |